# Мургабский район

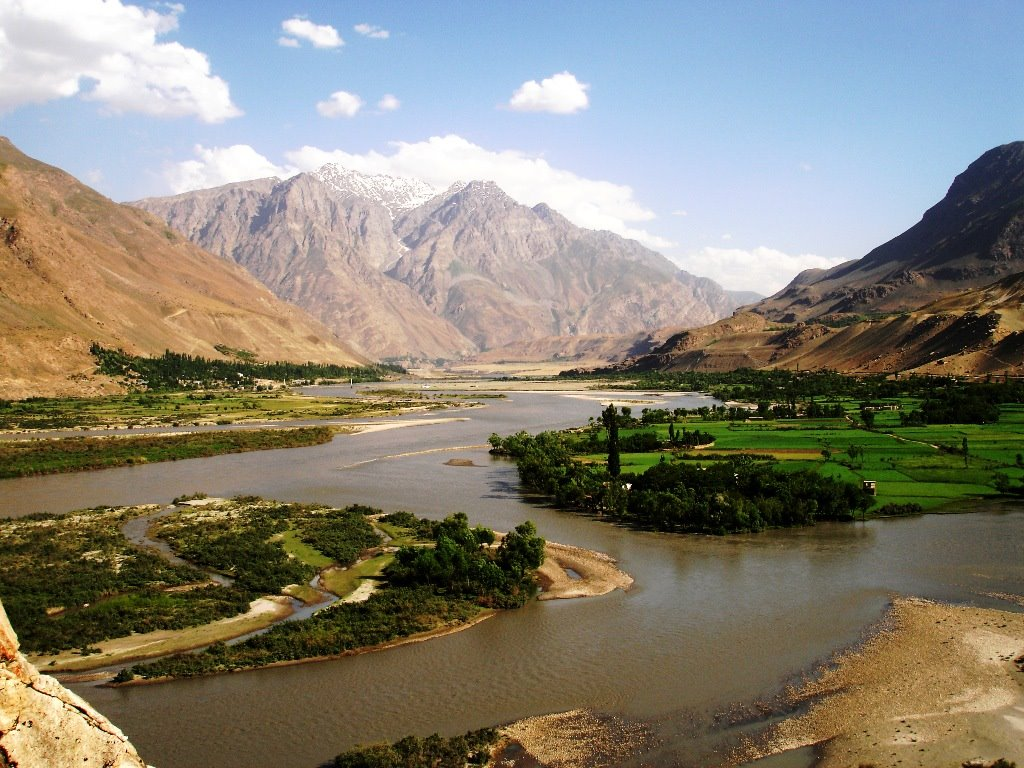
Река Пяндж в юго-западной части Мургабского района, таджикско-афганская граница

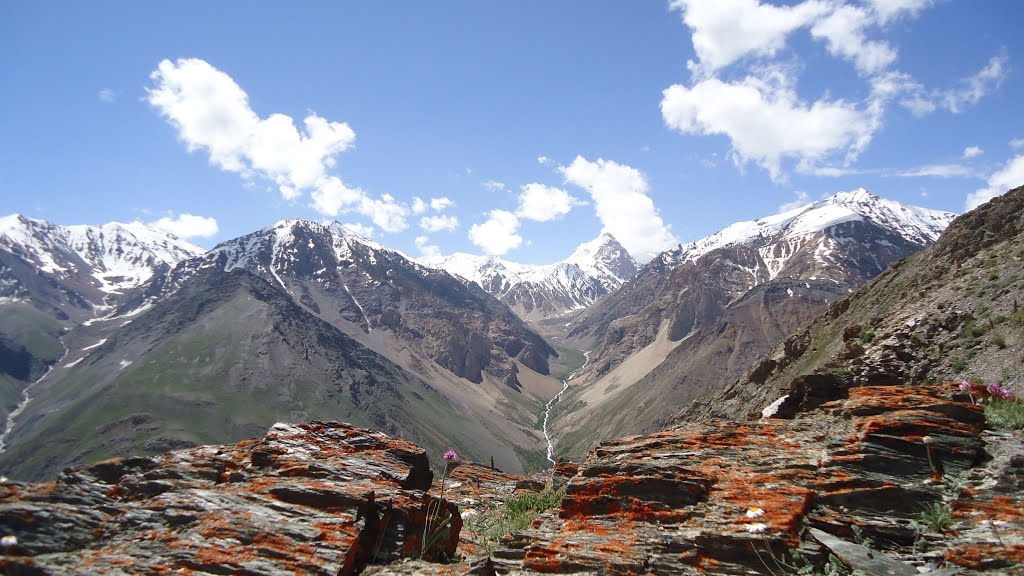
Памирские горы в юго-восточной части Мургабского района, вблизи Ваханского коридора

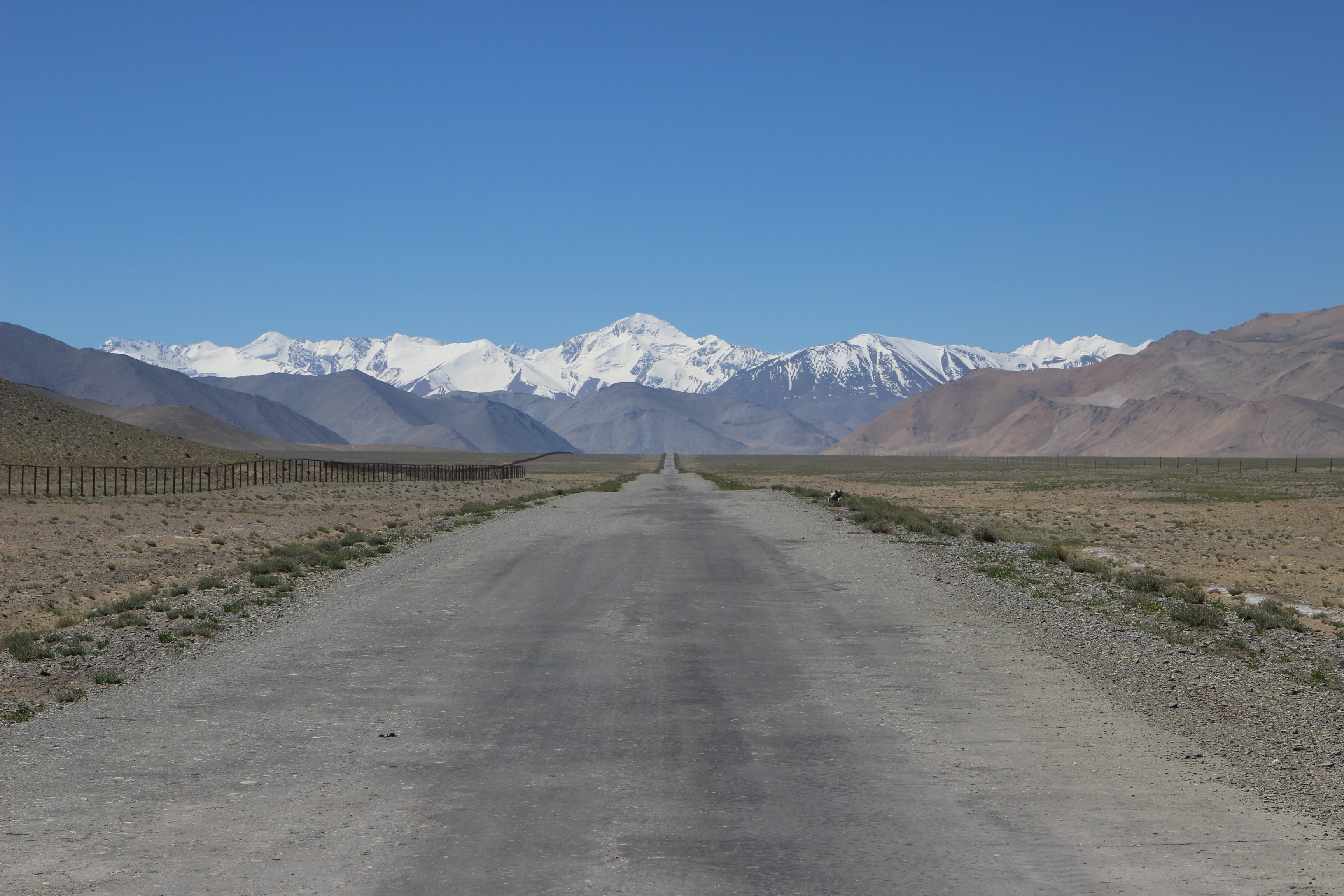
Автомобильная дорога вблизи озера Каракуль

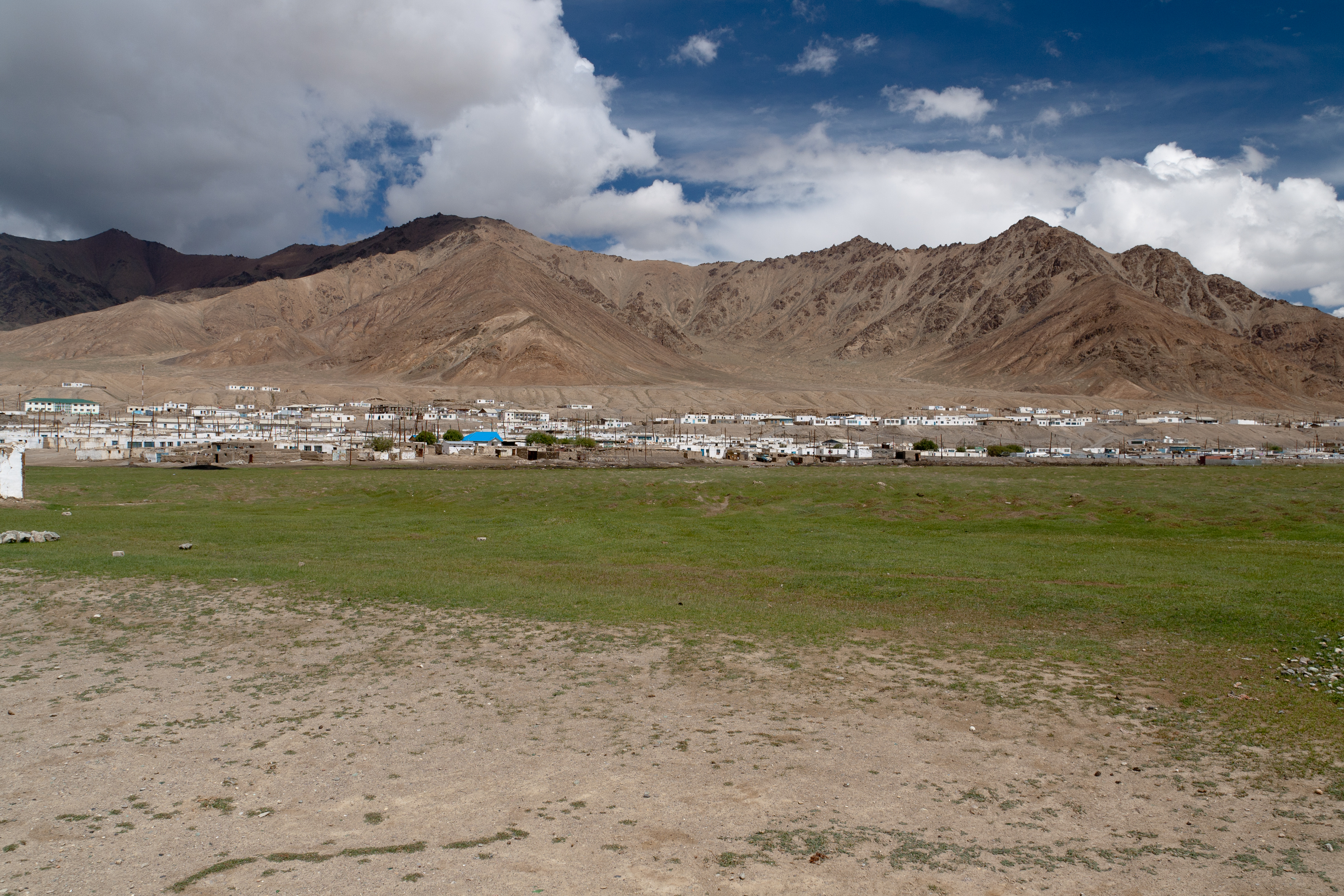
Административный центр района — Мургаб

Мурга́бский район (но́хия) (тадж. Ноҳияи Мурғоб) — административная единица в составе Горно-Бадахшанской автономной области (ГБАО) Республики Таджикистан. Административный центр — посёлок Мургаб. Мургабский район — самый восточный, самый крупный по площади районом в системе административно-территориального деления Таджикистана (59,97 % территории ГБАО или 27,19 % территории Таджикистана) и один из самых высокогорных районов Таджикистана и Средней Азии.
Район образован 27 октября 1932 года. После распада СССР Мургабский район вошёл в состав образованной 11 апреля 1992 года Автономной Республики Бадахшан, которая впоследствии не была признана Верховным Советом Республики Таджикистан и прекратила существование.

## Этимология
Название Мургабского района происходит из названия бекства (княжества) Мургаб, входившего в состав Бухарского эмирата. О происхождении названия мурга́б имеются два предположения: первое и научно обоснованное мнение состоит в том, что данное название происходит от тадж. марғ (пастбище) + об (вода или река) и означает «река (или вода), протекающая по пастбищам». Согласно второму, распространённому предположению, название происходит от слов мург (тадж. мурғ) и об (тадж. об) — мургоб, что в переводе с таджикского (персидского) означает водяная птица — мург (птица), об (вода).

## История

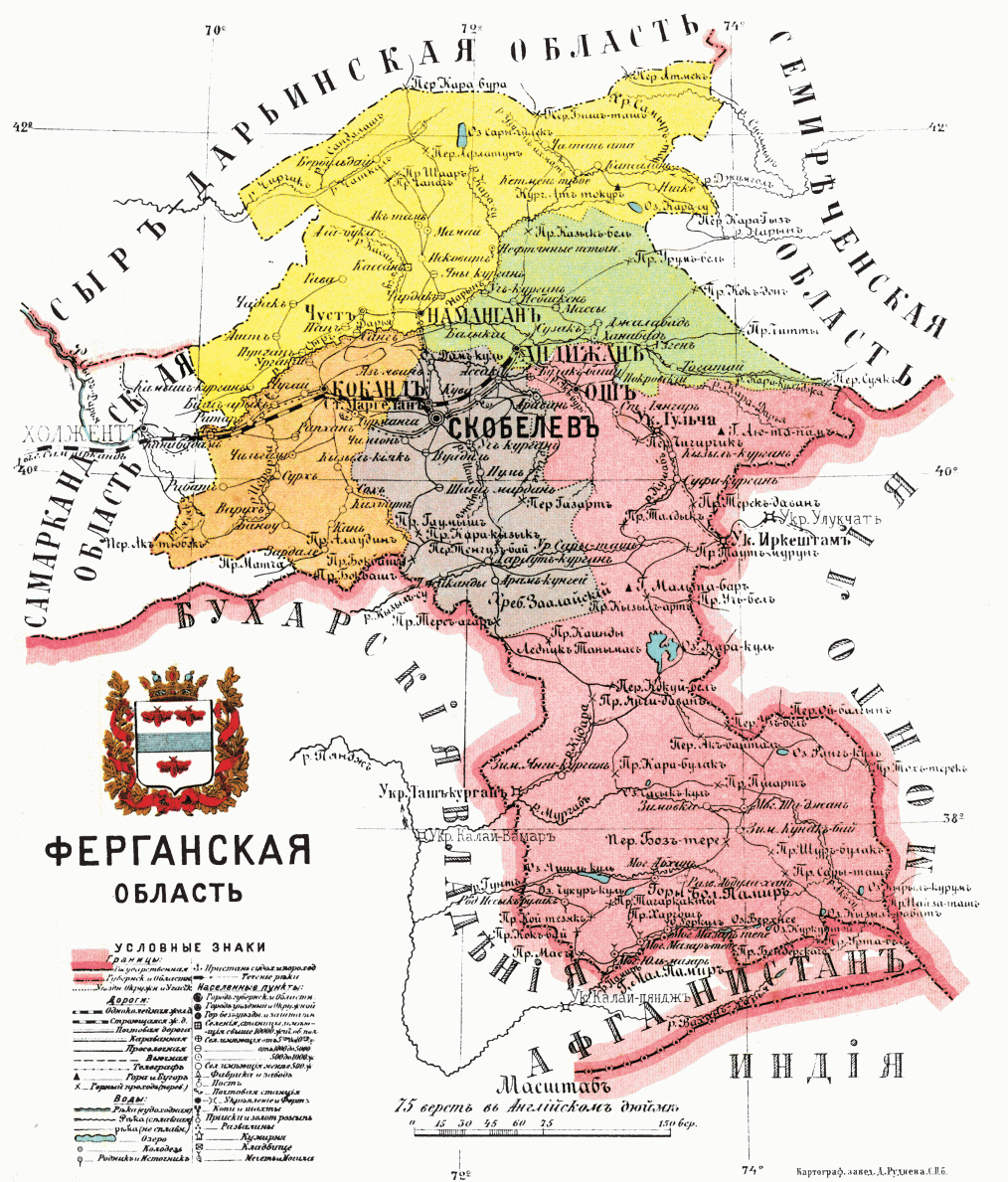
Ошский уезд в составе Ферганской области Российской империи

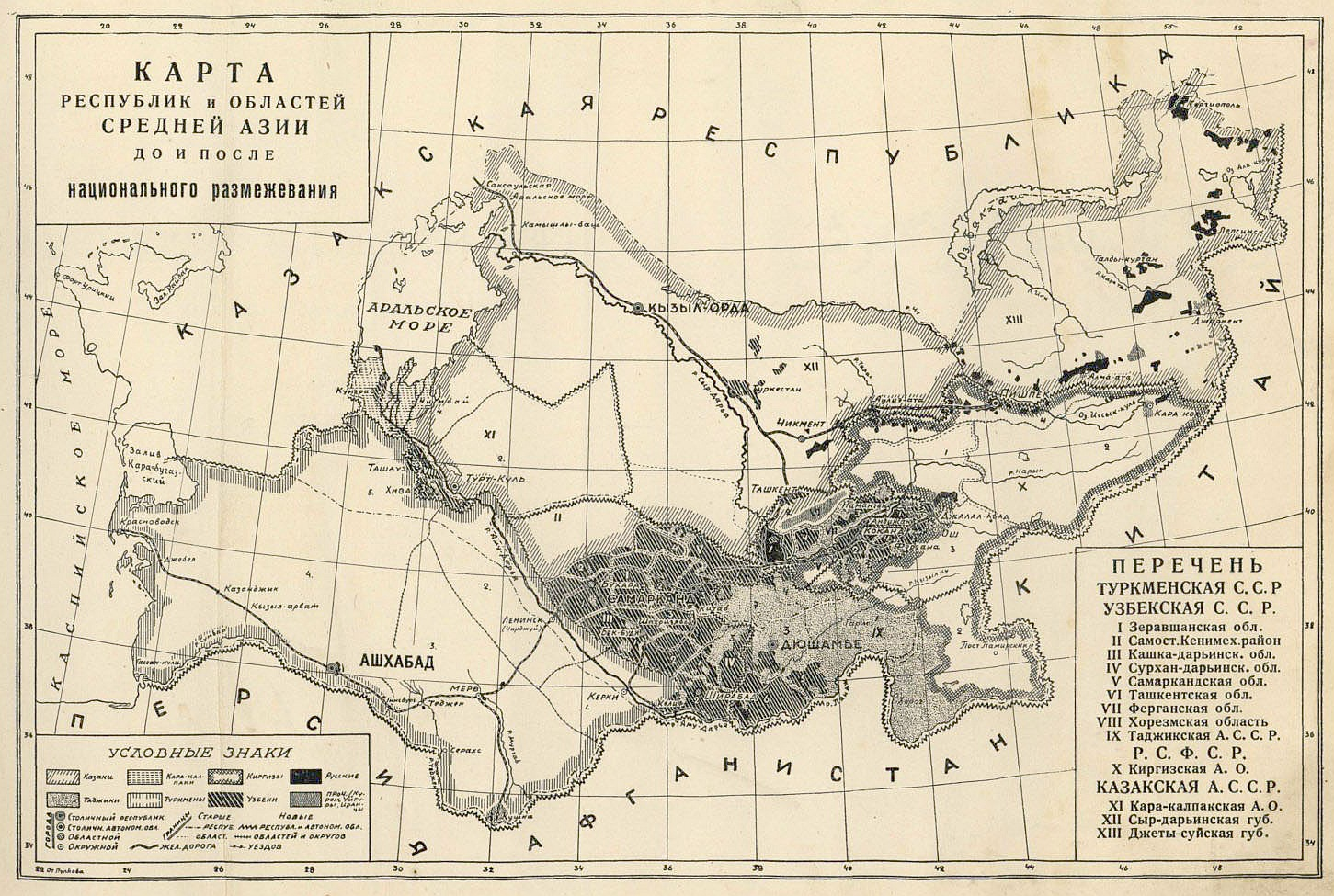
территория современного Мургабского района в составе Киргизской А.О. Р.С.Ф.С.Р.

До середины XIX века территория нынешних ГБАО и Мургабского района была разделена между Бухарским эмиратом и Кокандским ханством. К Бухарскому эмирату относилась западная часть нынешней ГБАО, к Кокандскому ханству — восточная часть. Территория, относимая к Бухарскому эмирату, имела статус бекства (княжества) и носила название Рушан. В начале 1870-х годов Кокандское ханство было присоединено к Российской империи, а в 1876 году территория нынешнего Мургабского района и часть территории ГБАО была захвачена Российской империей и включена в состав Ошского уезда новообразованной Ферганской области, где было учреждено областное правление.
Долгое время считалось, что крепость Мургаб была основана в 1893 году как главное укрепление Российской империи на Памире с названием «Памирский пост». Строителем укрепления указывался военный инженер штабс-капитан по фамилии Серебренников. По другим, более поздним публикациям, Мургаб основан 26 июля 1903 года как новые казармы российского укрепления на Памире с аналогичным названием, располагавшегося до этого[прояснить] в кишлаке под названием Куни-Курган. Строителем укрепления был военный инженер подполковник Николай Никитич Моисеев. Ранее на месте посёлка Мургаб в 1892—1893 годах стояло укрепление под названием «Шаджанский пост».
30 апреля 1918 года территория района вошла в состав Ферганской области Туркестанской АССР. 27 октября 1924 года в результате национально-территориального размежевания Средней Азии Ферганская область была разделена между Кара-Киргизской АО и Узбекской ССР. С 14 октября 1924 года до 2 января 1925 года территория Мургабского района входила в состав Кара-Киргизской АО. После выделения из территории Узбекской ССР Таджикской ССР в 1929 году южная часть Киргизской АО, то есть нынешняя территория Мургабского района ГБАО, отошла к Таджикской ССР.
Мургабский район был образован 27 октября 1932 года согласно решению бюро Горно-Бадахшанского областного комитета Компартии Таджикистана от 25 августа 1932 года «О проведении районирования». По результатам районирования, район вошёл в состав Автономной Горно-Бадахшанской области. В 1942—1947 годах на части территории современного Мургабского района существовал Аличурский район (центр — аул Муразбек). После распада СССР, 11 апреля 1992 года Мургабский район вошёл в состав полунезависимой Автономной Республики Бадахшан, которая впоследствии не была признана Верховным Советом Республики Таджикистан и прекратила существование. В том же году Мургабский район вошёл в состав Горно-Бадахшанской автономной области уже независимой Республики Таджикистан.

## Население и языки
По данным на 2015 год, в районе проживало 14 400 человек. 48,5 % населения района проживает в сельской местности.
Около 80% населения района составляют киргизы говорящие на киргизском языке тюркской группы языков. Имеются школы с киргизским языком обучения. Таджиков и памирцев около 20% населения. Официальным языком Мургабского района, как и остальной части ГБАО является таджикский язык. Данный язык также используется в качестве языка межнационального общения среди различных этнических групп района. Русский язык, как и во всём Таджикистане, закреплён конституцией как язык межнационального общения и некоторых официальных функций. Различные памирские языки не имеют никакого статуса ни в Мургабском районе, ни в ГБАО и используются исключительно в бытовом общении среди памирских народов.
Религиозный состав населения Мургабского района также резко отличается от остальной части ГБАО. В данном районе, в отличие от других районов ГБАО, население в основном исповедует ханафизм, который является одной из ветвей суннитского мазхаба мусульманства. В районе также имеется некоторое количество людей, исповедующих зороастризм, и небольшое количество христиан.
Население района, по данным на 1 января 2018 года, составляет 15 300 человек. По данным переписи 2010 года в Горно-Бадахшанской автономной области проживает 10 949 киргизов.
| Численность населения | Численность населения | Численность населения | Численность населения | Численность населения |
| 1939                  | 2019                  | 2020                  | 2021                  | 2022                  |
| --------------------- | --------------------- | --------------------- | --------------------- | --------------------- |
| 7110                  | ↗15 600               | ↗15 900               | ↗16 200               | ↗16500                |

## Административно-территориальное устройство и руководство

Джамоат Мургаб

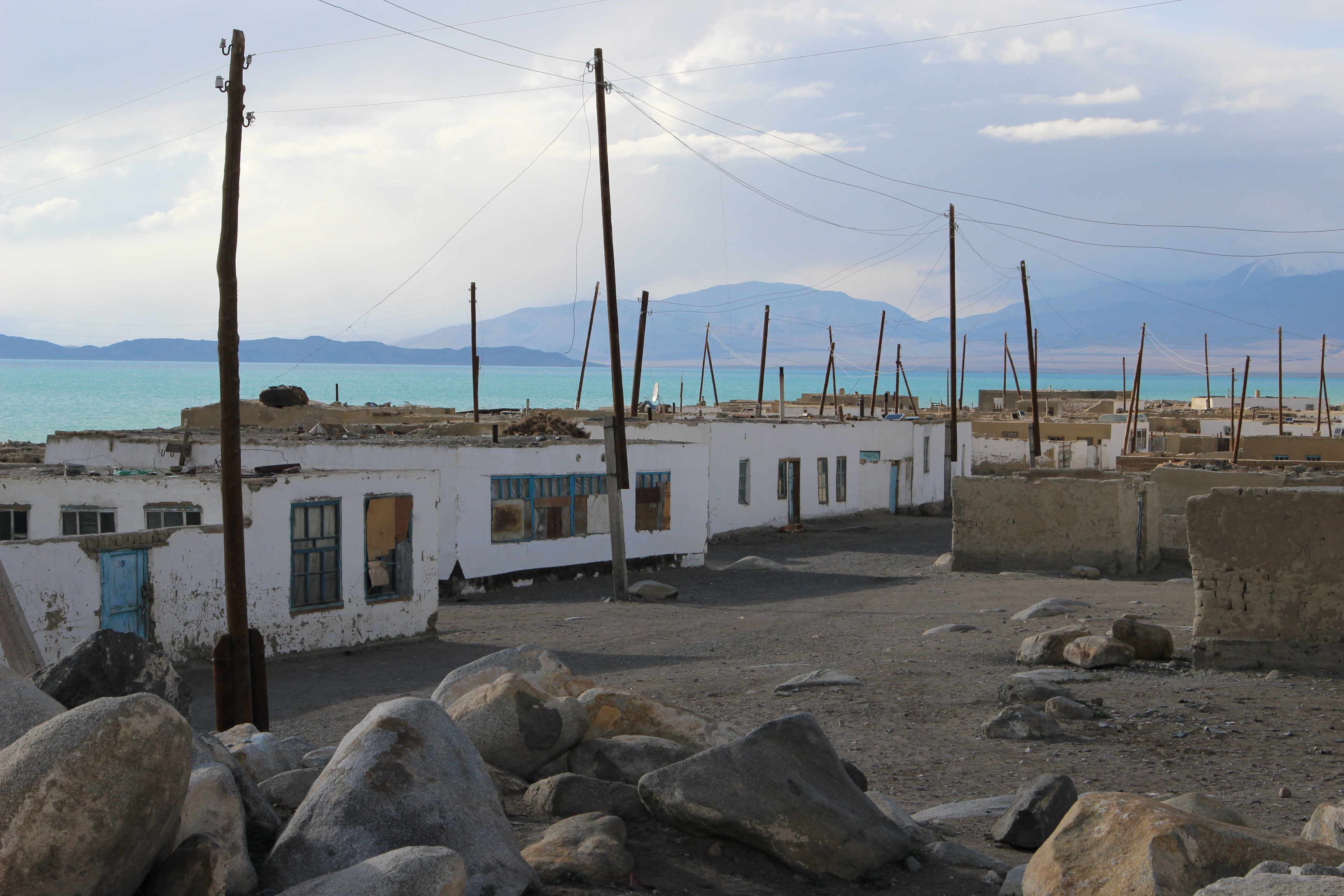
Джамоат Каракуль на берегу одноимённого озера

Административным центром района является посёлок Мургаб, с населением 6365 человек (2015). Мургаб расположен в 230 километрах к северо-востоку от административного центра ГБАО — Хорога, в 470 километрах к востоку от столицы Таджикистана — Душанбе.
В состав Мургабского района входят 1 пгт, 5 сельских общин (тадж. ҷамоат) и 18 сёл:
| Административное деление Мургабского района |                  |                  |
| Сельская община (джамоат)                   | Население (2010) | Население (2015) |
| Аличур                                      | 1788             | 2242             |
| Гожо Бердибоев                              | —                | 1368             |
| Каракуль                                    | 3532             | 757              |
| Кизил-Работ                                 | 1471             | 1675             |
| Мургаб                                      | 6365             | 7468             |
| Рангкуль                                    | 1165             | 1569             |

Главой Мургабского района является Раи́с Хукума́та (председатель районного правительства), который назначается Президентом Республики Таджикистан. Глава района одновременно является председателем правительства района. Законодательный орган Мургабского района — Маджлис народных депутатов — избирается всенародно на 5 лет. Здание администрации и правительства района расположено в посёлке Мургаб.

## Физико-географическая характеристика

### Географическое расположение

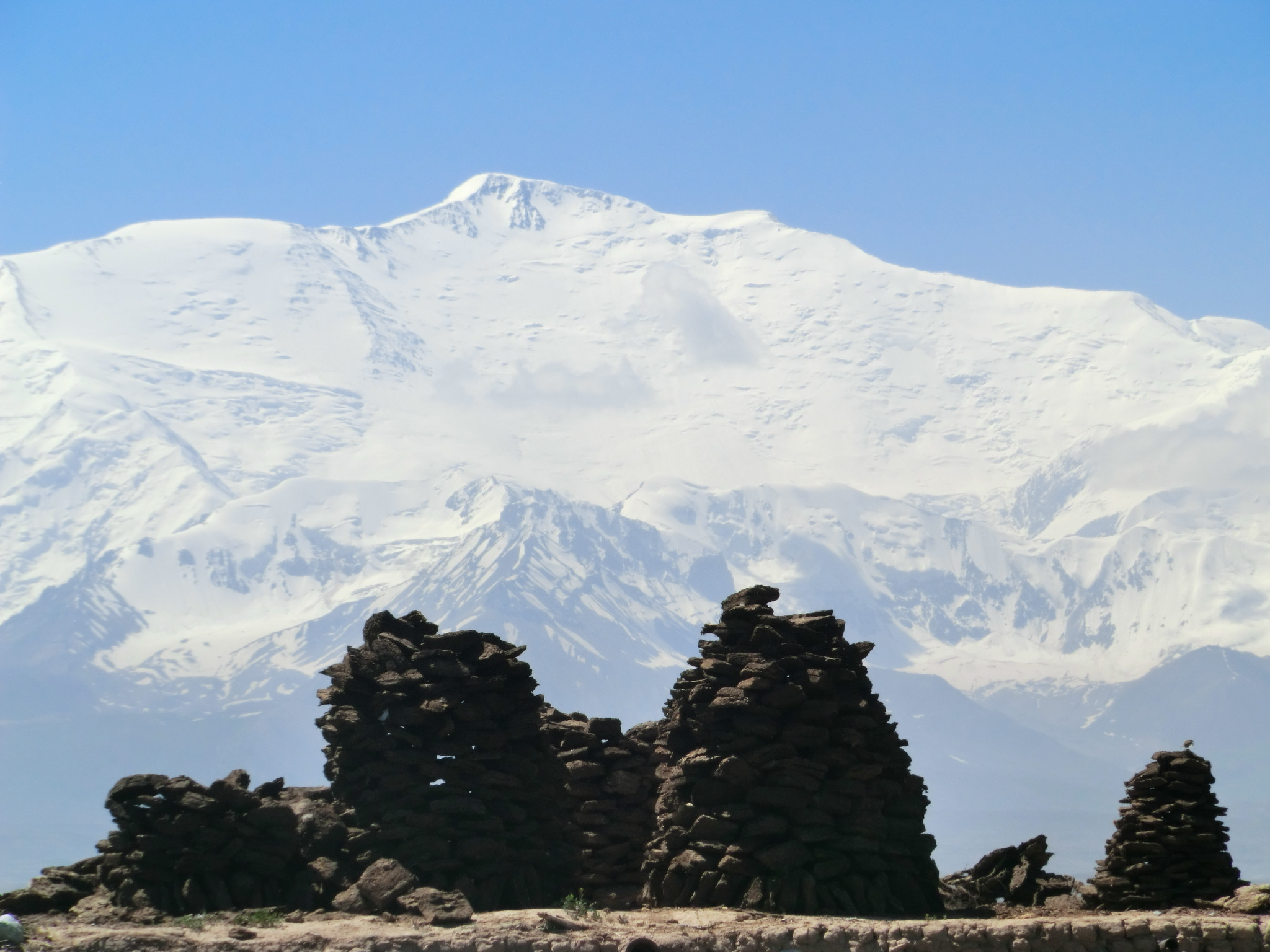
Пик имени Абу Али ибн Сино

Мургабский район занимает восточную часть Горно-Бадахшанской автономной области (ГБАО) Таджикистана. С севера граничит с Ошской областью Кыргызстана, с юга с Бадахшанским вилаятом Афганистана, с востока с Синьцзян-Уйгурским автономным районом Китая, с юго-запада с Ишкашимским, Рошткалинским, Шугнанским, Рушанским и Ванджским районами ГБАО, с северо-запада с Сангворским и Джиргатальским районами РРП Таджикистана. Мургабский район является самым восточным районом Таджикистана и самым крупным среди всех районов в системе административно-территориального деления этой страны. По восточной границе Мургабского района проходит вся таджикско-китайская граница.

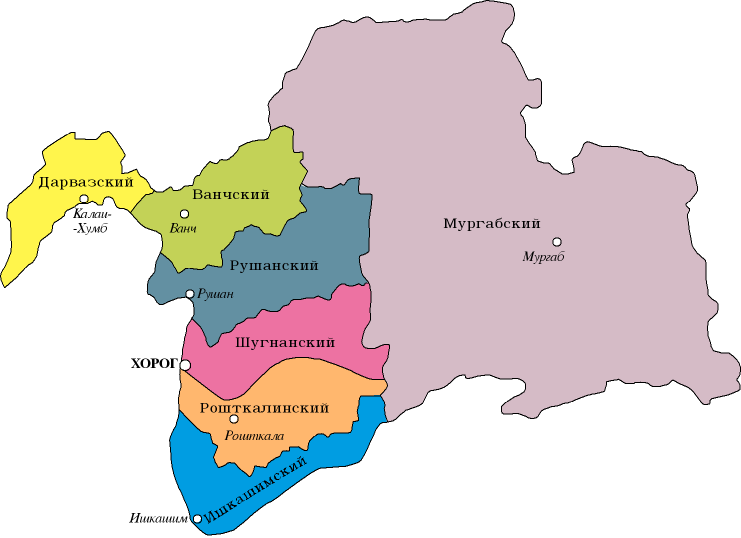
Административное деление ГБАО

Площадь территории района составляет 37 265 тыс. км², и с этим показателем находится на первом месте среди районов ГБАО. Мургабский район расположен в самом сердце высокогорной системы Памир и соответственно имеет высокогорный рельеф и географию, а также природу. С северной стороны окружён высокогорной системой Памиро-Алай, с южной стороны — высокогорной системой Гиндукуш. В западной и восточной частях района продолжается высокогорная часть Памира. Является одним из самых высокогорных и суровых районов Таджикистана.

### Климат
Климат территории района является высокогорным резко континентальным, с элементами континентального климата, с жарким летом при суровой холодной зиме. Зима длится с октября по апрель включительно. Среднегодовая температура составляет +15,0 °C; средняя температура января равна −16,5 °C, средняя температура июля +20,0 °C. Абсолютный минимум температуры составил −53 °C, абсолютный температурный максимум +50 °C. В среднем на территории района выпадает 110—200 мм осадков за год (основная часть осадков приходится на весну и осень). Преимущественное влияние на годовой ход осадков оказывают циклонические процессы при юго-западном переносе масс. Вегетационный период длится 180—200 дней.

### Почвы
Высокогорный рельеф оказывает доминирующее влияние на географическое распространение почв и растительности в районе. В наиболее низменных районах (высоты от 1000 метров) преобладают тёмные серозёмы. При этом в небольших по размерам земледельческих районах сформировались культурные поливные почвы. Далее, до высоты в 1500 метров, идут почвы коричневого типа. На высоте 2300—2500 метров их сменяют бурые горнолуговостепные и сходные с ними почвы. На высотах более 3000 метров преобладают горнолуговые почвы. На высоте более 5000 метров почвы в основном покрыты снегом.

### Рельеф
Рельеф территории Мургабского района является высокогорным. Район находится в центре высокогорной системы Памир — одной из самых высокогорных местностей в мире. Со всех сторон Мургабский район также окружён высокогорьем. С северной стороны район окружён Памиро-Алаем, с южной стороны Гиндукушем, с западной стороны Гиссарским и Туркестанским хребтами, с восточной стороны — продолжением Памирских гор на территории СУАР Китая. Территория района в среднем находится на высоте 3200—6000 метров над уровнем моря. Наивысшей точкой района является пик имени Абу Али ибн Сино (ранее пик Ленина) с высотой 7134 м.

### Гидрография

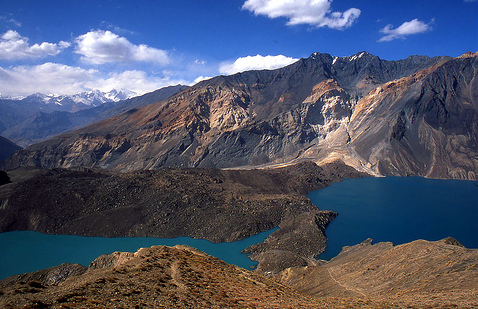
Усойский завал, подпрудивший Сарезское озеро

По южной территории Мургабского района протекает одна из крупнейших рек восточного Таджикистана — Бартанг, которая в верхнем течении называется Аксу, а в среднем течении Мургаб. В юго-восточной границе Мургабского района находится исток реки Пяндж, которая является трансграничной рекой в таджикско-афганской границе. В восточной части района также находятся истоки двух из восьми притоков Пянджа — рек Ванч и Язгулем. В южной части района также находится исток ещё одного из притоков Пянджа — Гунта, который на территории Мургабского района именуется Аличуром. Исток ещё одного из притоков Пянджа — реки Памир, которая также является трансграничной рекой между Таджикистаном и Афганистаном и рекой пограничного стыка между двумя выше перечисленными странами и Китаем, — находится также на юге района. В крайней северо-восточной части района находится исток реки Маркансу, которая является притоком реки Кызылсу, которая протекает по территории СУАР Китая и Ошской области Кыргызстана.
На территории Мургабского района также находятся многочисленные озёра разных размеров и различных видов. Одним из самых крупнейших известнейших озёр всего Таджикистана, ГБАО и Мургабского района является Сарезское озеро, расположенное на среднем западе района. Данное озеро находится на высоте 3263 метров над уровнем моря и имеет длину в 55,8 км, ширину в 3,3 км, а объём составляет 16,074 км³. Средняя глубина реки 185 метров, а наибольшая глубина 505 метров. Водосборный бассейн Сарезского озера составляет 16 500 км². Окружающие горы возвышаются над озером более чем на 2415 метров. Относится к так называемым «завальным» или «подпрудным» озёрам, возникшим в результате катастрофического перекрытия русел горных рек. Озеро представляет опасность для населённых пунктов, расположенных ниже по течению Бартанга, Пянджа и Амударьи, так как в случае прорыва естественной неустойчивой плотины огромная масса воды селевым потоком дойдёт практически до Аральского моря, уничтожая и смывая на своём пути все населённые пункты, а это более 1300 километров.
Также на территории района находятся озеро Зоркуль, которое расположено на крайнем юге района, у границы с Афганистаном, озеро Яшилькуль, которое расположено также на юге района, Рангкуль, которое расположено в восточной части района.

### Флора и фауна

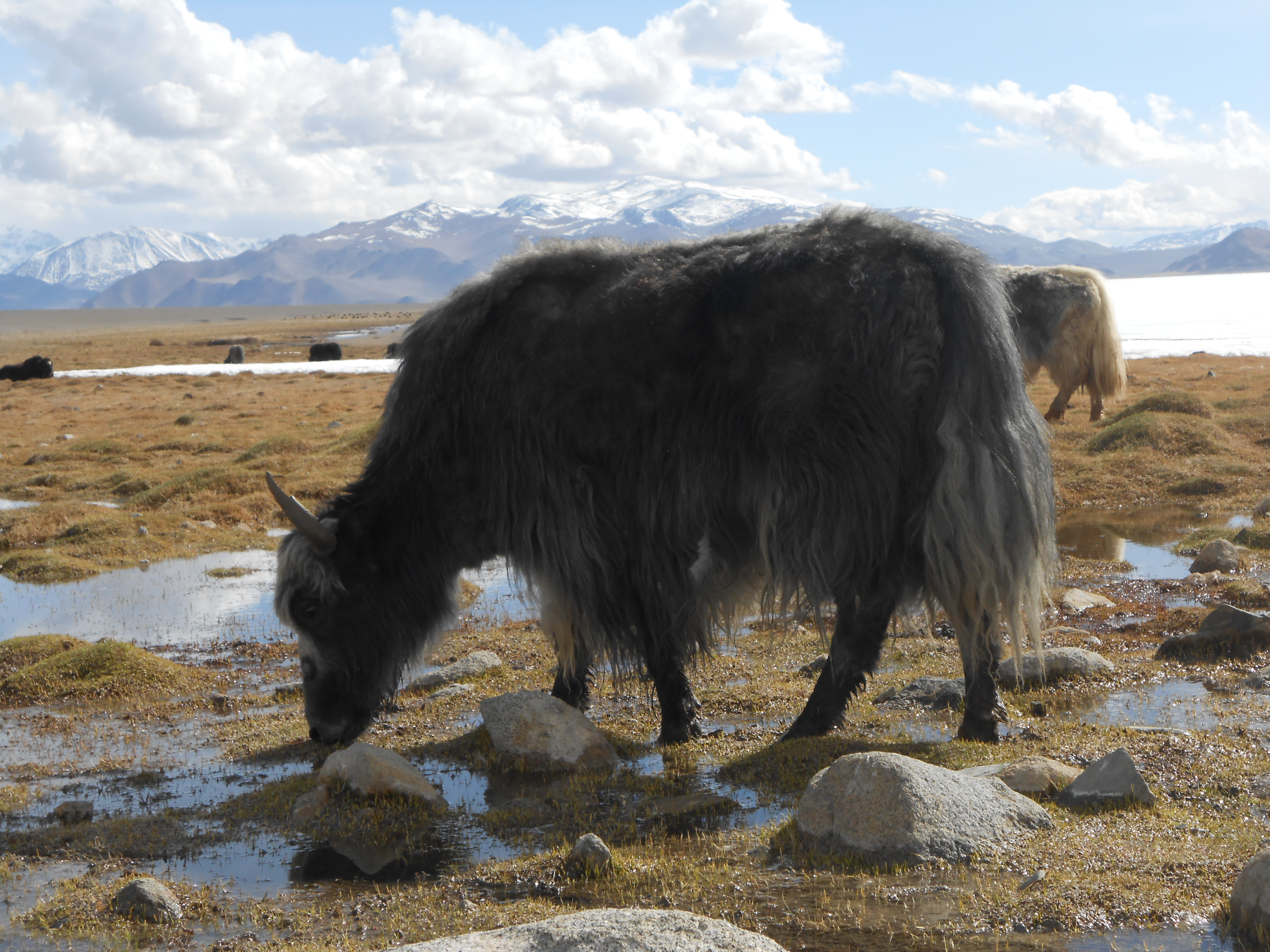
Яки в Мургабском районе

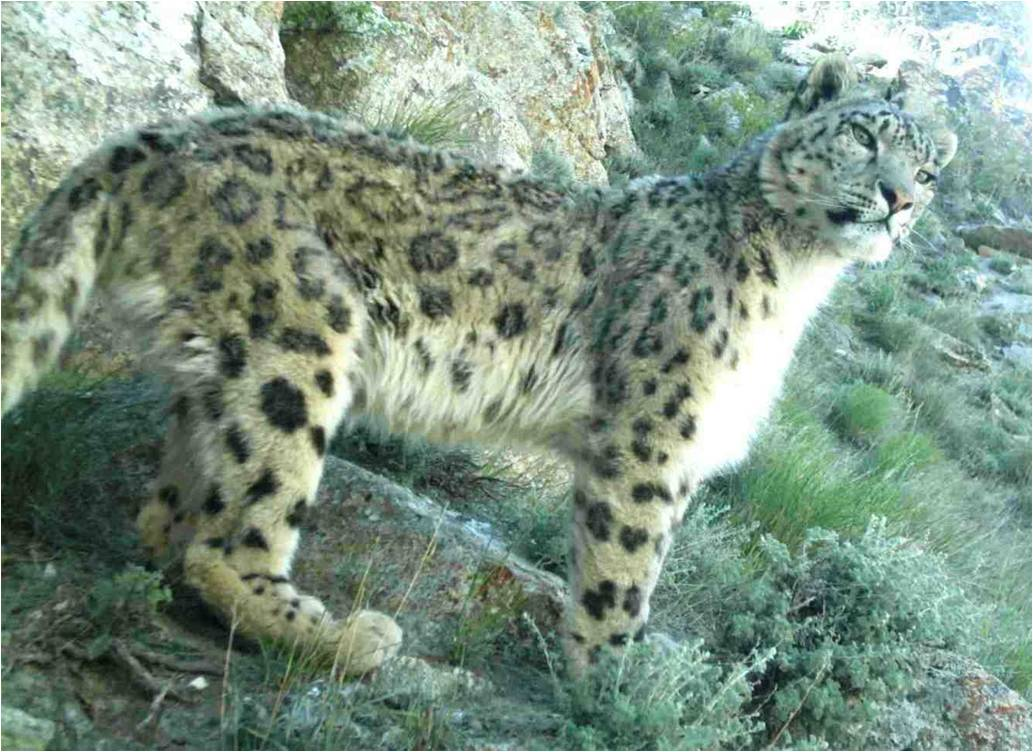
Снежный барс, сфотографированный на восточном Памире

У подножий гор, берегов озёр и долин рек распространены эфемерово-полынные полупустыни и ксерофитные кустарники. На северных склонах имеются небольшие пырейные степи с вкраплениями зарослей кустарника экзохорды и шиповника. Исключением является долина Пянджа, где встречаются дикие инжир, виноград, хурма и гранат. Помимо уже упомянутых экзохорды и шиповника тут произрастают туркестанский клён, грецкий орех, яблони, алыча, а на самых южных склонах также миндаль. Каменистые склоны покрыты зарослями арчи. На больших высотах распространены субальпийские луга и степи. Также распространены гипекоум, дженгил, псоралея, алтей и другие растения, некоторые из которых имеют большое кормовое значение для разводимых здесь яков, а также других домашних животных. В горной местности в дикорастущем виде также встречаются можжевельник, астрагал, барбарис и другие горные растения.
На территории района из млекопитающих распространены тяньшанский бурый медведь, снежный барс, евразийский волк, як, кабан, архар, мархур, горный козёл, бухарская лисица, хохлатый дикобраз. Имеются различные виды грызунов, из пресмыкающихся в основном среднеазиатская черепаха, гюрза, водяной уж, из птиц орёл, беркут, ястреб, белоголовый сип, азиатский кеклик, гималайский улар, иволга, голубь, чернолобый сорокопут.

### Полезные ископаемые
Территория района богата полезными ископаемыми, такими как поваренная соль, известняк, гранит, уголь, в том числе антрацит, золото, серебро, рубин, сапфир и прочие.

## Экономика

### Сельское хозяйство
Из-за высокогорного рельефа земледелие не развито. Богарные земли составляют 38,42 тыс. га. В Мургабском районе в основном развито скотоводство. Пастбища составляют 53 433 га территории района. Из видов скота наиболее популярен як. По состоянию на 2010-е годы, действовало 6 дехканских хозяйств и несколько фермерских хозяйств. Имеются хозяйства по пчеловодству, птицеводству, рыболовству и выращиванию горных целебных трав.

### Промышленность

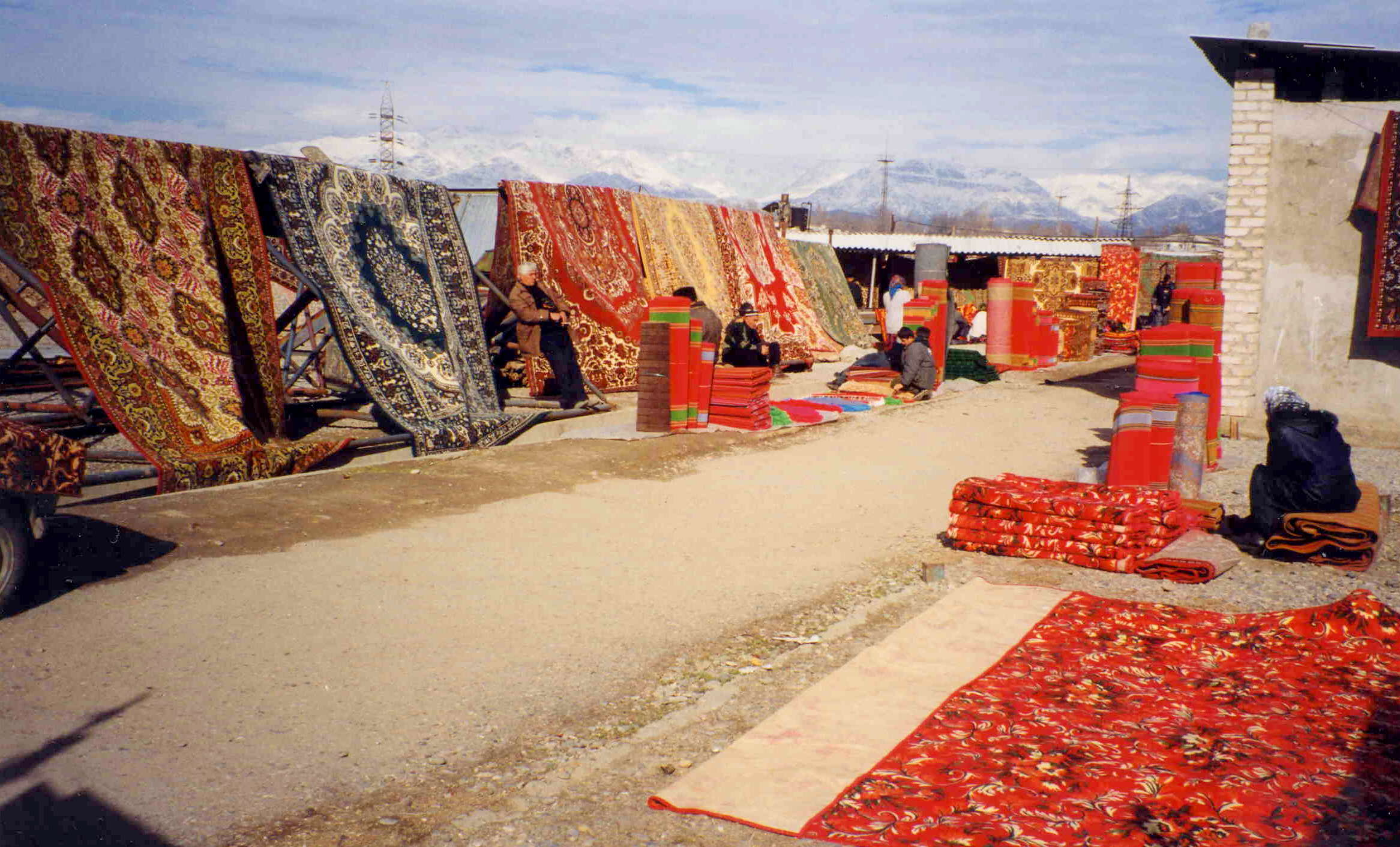
Продажа ковров на ковровом базаре

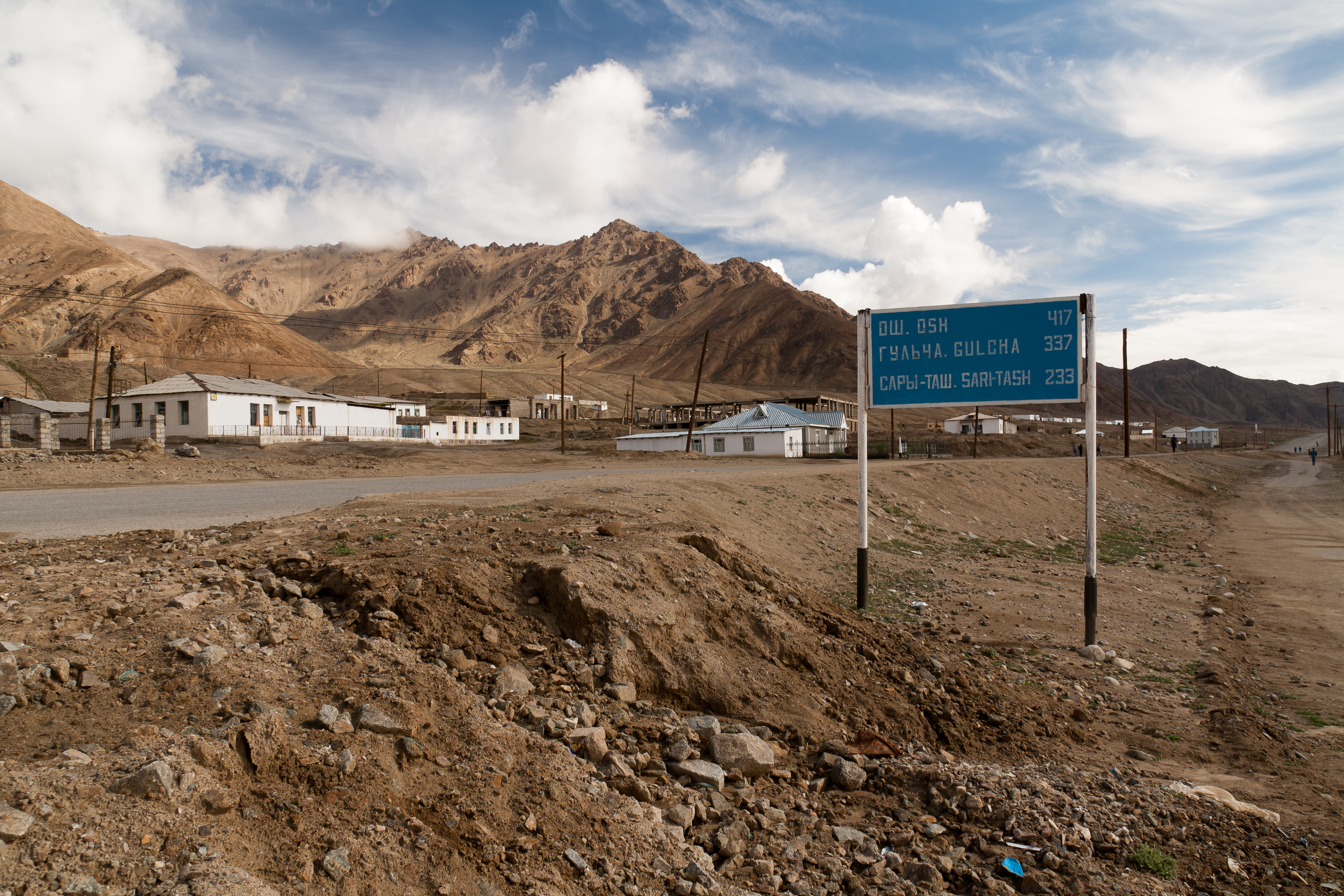
Дорожный указатель в посёлке Мургаб

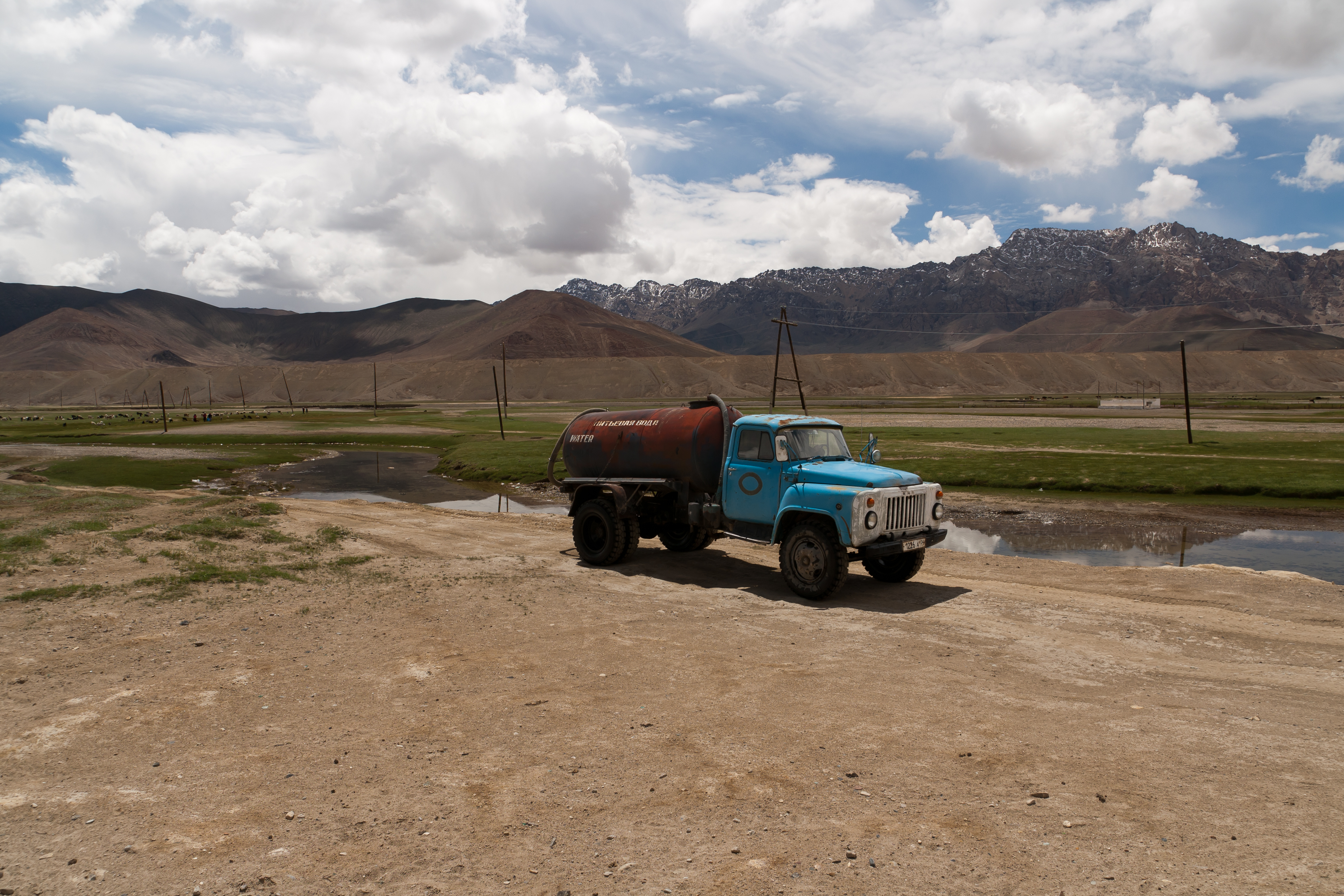
Посёлок Мургаб

Территория района богата полезными ископаемыми, но, как и во всём ГБАО, в Мургабском районе промышленность и добыча полезных ископаемых слабо развита. В основном она представлена добычей полезных ископаемых для местных нужд, несколькими небольшими гидроэлектростанциями и предприятиями местной и кустарной промышленности.
Из полезных ископаемых заметную роль играет добыча поваренной соли, гранита, известняка и гончарных глин. Эти материалы идут в основном на местные нужды. Местные нужды обслуживают несколько небольших ГЭС. Наиболее крупные из них действуют на юге и западе района. Имеется также несколько небольших (зачастую кустарных) предприятий лёгкой промышленности: ведётся производство тканей, одежды, обуви и ковров. Среди предприятий этой отрасли выделяется небольшая ковровая фабрика «Лаъли Бадахшан» в посёлке Мургаб. К числу местных народных промыслов относятся широко распространённое вязание шерстяных чулок с традиционными памирскими узорами. Также действуют мелкие предприятия пищевой промышленности. Благодаря наличию дешёвой электроэнергии построены электрокрупорушки и электромельницы.

### Транспорт
Высокогорный рельеф сдерживает развитие современных видов транспорта. По территории района проходит восточная и самая высокогорная часть Памирского тракта. Часть Памирского тракта полностью соответствует восточной и самой конечной части магистральной автомобильной дороги М41. В советские годы в ГБАО началась прокладка автомобильных дорог по основным магистралям. В 1990-е годы во время гражданской войны в Таджикистане и в последующие несколько лет дороги были разбиты и стали практически негодными. Начиная с середины 2000-х годов в стране началась программа по ремонту и прокладке новых дорог по всей ГБАО, в рамках программы по улучшению транспортной системы Таджикистана и развитию туризма. Основными подрядчиками ремонта и прокладки новых дорог стали компании Китая. В настоящее время практически во все точки Мургабского района проложены дороги, и на них можно ехать на внедорожниках. Основным и самым распространённым видом транспорта в районе, как и во всём ГБАО, являются автомобили, преимущественно внедорожники. Действует так называемое «внедорожное такси», которое очень популярно не только среди местных жителей, но и у туристов. Движение автобусов по территории Мургабского района и ГБАО запрещено, так как дороги являются обрывистыми и опасными для больших транспортных средств. В то же время по территории района разрешён проезд грузовиков. Железные дороги отсутствуют. На территории района также находится один аэродром (в посёлке Мургаб), на котором осуществляют посадку в основном вертолёты, разрешается посадка небольших самолётов не более двух раз в день и только в светлое время суток. Практически все вертолёты также осуществляют посадку в любой относительно плоской местности района, такой как пастбища и луга.

## Туризм и достопримечательности
Благодаря живописной высокогорной природе Мургабский район является одним из самых привлекательных районов Таджикистана с точки зрения туризма. Горный туризм является самой развитой отраслью экономики района. В юго-западной части территории района расположены множество летних лагерей и туристических баз. Имеются альпинистские центры у подножий гор. Со всего мира туристы-альпинисты приезжают в данный район для того, чтобы забраться на высокие горы района, средняя высота которых составляет 5000 метров. Ледяная и чистая вода рек и озёр района привлекает любителей рыбалки и активного отдыха. Также туристы приезжают в Мургабский район для того, чтобы посмотреть через трансграничную реку Пяндж на Афганистан.
На территории Мургабского района также находятся несколько особо охраняемых государственных заповедников Таджикистана. Среди них Таджикский национальный парк «Памирские горы», который внесён в список объектов Всемирного наследия ЮНЕСКО в Таджикистане в качестве природного объекта, государственный заповедник «Зоркуль», который является одним из кандидатов на включение в список Всемирного наследия ЮНЕСКО, государственный заказник «Каракуль» и другие.